# Aglaothorax ovata
Aglaothorax ovata är en insektsart som först beskrevs av Scudder, S.H. 1899.  Aglaothorax ovata ingår i släktet Aglaothorax och familjen vårtbitare.

## Underarter
Arten delas in i följande underarter:
- A. o. ovata
- A. o. segnis
- A. o. tinkhamorum
- A. o. armiger
- A. o. gigantea
- A. o. longicaudus